# وقواق جزر الملوك
وقواق جزر الملوك (الاسم العلمي: Cacomantis heinrichi) (بالإنجليزية: Moluccan Cuckoo)‏ هو نوع من الطيور يتبع جنس الوقواق الكستنائي من فصيلة طيور الوقواق.